# Tadayoshi Okura
Tadayoshi Okura (大倉 忠義?, Okura Tadayoshi; Higashiōsaka, 16 maggio 1985) è un cantante, attore e modello giapponese, conosciuto principalmente come idol e membro della popolare boy band Kanjani Eight.
Entrato nel 1997 alla Johnny & Associates viene scelto inizialmente per far parte del gruppo V West dei Johnny's Jr. Dopo aver iniziato esclusivamente come ballerino gli viene proposto di diventare l'ottavo membro dei Kanjani, band per il quale sarà anche cantautore. Ha avuto il suo primo concerto da solista nel 2008 ed è un fan dei Mr. Children.
Egli è anche spesso presente in televisione in vari programmi, oltre ad aver partecipato con ruoli di rilievo in diversi dorama. Nel 2010 è apparso per la prima volta in un film per il cinema, dove interpreta il personaggio di uno spadaccino.
Ha posato in vari servizi fotografici nel 2011 per il magazine AnAn, rivolto espressamente ad un pubblico adulto femminile.

## Filmografia

### Televisione
- Otenki Oneesan (TV Asahi, 2013)
- Papadol! (TBS, 2012)
- Mikeneko Holmes no Suiri (NTV, 2012)
- Umareru (TBS, 2011)
- GM Odore Doctor (TBS, 2010)
- ROMES (NHK, 2009)
- Hissatsu Shigotonin 2009 (TV Asahi, 2009)
- Yasuko to Kenji (NTV, 2008)
- Utahime (TBS, 2007)
- Hissatsu Shigotonin 2007 (TV Asahi, 2007)
- Kemarishi (KTV, 2006)
- Double (KTV, 2006)
- Gekidan Engimono Intelligence as Hajime (Fuji TV, 2006)
- Cinderella ni Naritai! (TBS, 2006)
- Kowai Nichiyobi (NTV, 2000)

### Cinema
- Kuroba (Clover, 2014) - Susumu Tsuge
- Eitorenja 2 (2014) - Ryosuke Okawa
- 100 Kai Naku Koto (Crying 100 Times -Every Raindrop Falls, 2013) - Shuichi Fuji
- Eitorenja (2012) - Ryosuke Okawa (Green Ranger)
- Crayon Shin-chan: The Storm Called: Operation Golden Spy | Kureyon Shinchan: Arashi o yobu ougon no supai daisakus (2011) - voice
- Ōoku (film 2010) (2010)